# Michael Kelly Lawler
Pour les articles homonymes, voir Lawler.
Michael Kelly Lawler (né le 16 novembre 1814 dans le comté de Kildare en Irlande, et décédé le 26 juillet 1882 à Equality, État de l'Illinois) est un major général breveté de l'Union. Il est enterré dans le comté de Gallatin, État de l'Illinois.

## Avant la guerre
Michael Kelly Lawler émigre vers les États-Unis alors qu'il est enfant. Il devient avocat.
Il est nommé capitaine du 3rd Illinois Infantry le 29 juin 1846 par le gouverneur Ford de l'État de l'Illinois afin d'organiser un contigent qui participe à la guerre américano-mexicaine. Il quitte le service actif des volontaires le 21 mai 1847,. 
Le 19 juillet 1847, il revient dans le service actif des volontaires et est nommé capitaine de l'independant company Illinois Mounted. Il quitte de nouveau le service actif le 26 octobre 1848.
Il prend part à des activités commerciales près de Shawneetown dans l'Illinois.

## Guerre de Sécession
Michael Kelly Lawler est nommé colonel du 18th Illinois Infantry le 30 juin 1861. Il sert alors au Kentucky et au Tennessee sous les ordres du général Ulysse S. Grant. Il fait respecter la plus stricte discipline dans son régiment : il frappe les récalcitrants, fait avaler des vomitifs aux soldats saouls pendant les gardes, menace les officiers et les hommes de troupe.
Accusé de brutalité envers ses hommes, il passe en cour martiale et est acquitté. Recherchant des officiers combatifs, le général Henry Wager Halleck lui rend alors le commandement de son régiment.
Il est blessé lors de la bataille de Fort Donelson alors qu'il est sous les ordres du général John A. McClernand,. Une balle traverse son avant-bras gauche. Il perd alors l'usage du pouce et de l'index, lui occasionnant une perte de préhension d'autant plus handicapante qu'il est gaucher. Au cours du bombardement du fort, il est aussi blessé à la tête, lui occasionnant une surdité. Après avoir recouvré la santé, il retourne dans son unité en avril 1862. Son régiment prend part à des opérations de reconnaissance et de garnisonnement au Kentucky et au Tennessee sous les ordres du général John A. Logan.
Il est nommé brigadier général des volontaires le 29 novembre 1862. Il commande une brigade du XIII corps lors de la campagne de Vicksburg.
Lors du siège de Vicksbug, il commande l'un des assauts les plus audacieux de la guerre qui s'achève avec la capture de 1 100 confédérés.
Il participe aux batailles de Port Gibson, de Champion's Hill, et de Big Black River Bridge. De forte corpulence, il est d'un tempérament bagarreur. Selon un observateur, il est « aussi courageux qu'un lion, et a autant de cervelle ».
Il est breveté major général des volontaires le 13 mars 1865 pour bravoure et service méritant pendant la guerre.

## Après la guerre
Michael Kelly Lawler quitte le service actif des volontaires le 15 janvier 1866. Il reprend la pratique du droit et devient fermier et vend des chevaux.